# Penis
Uppslagsorden ”Kuk”, ”Snopp” och ”Task” leder hit. För andra betydelser, se Kuk (olika betydelser), Snopp (olika betydelser) och Task (olika betydelser).

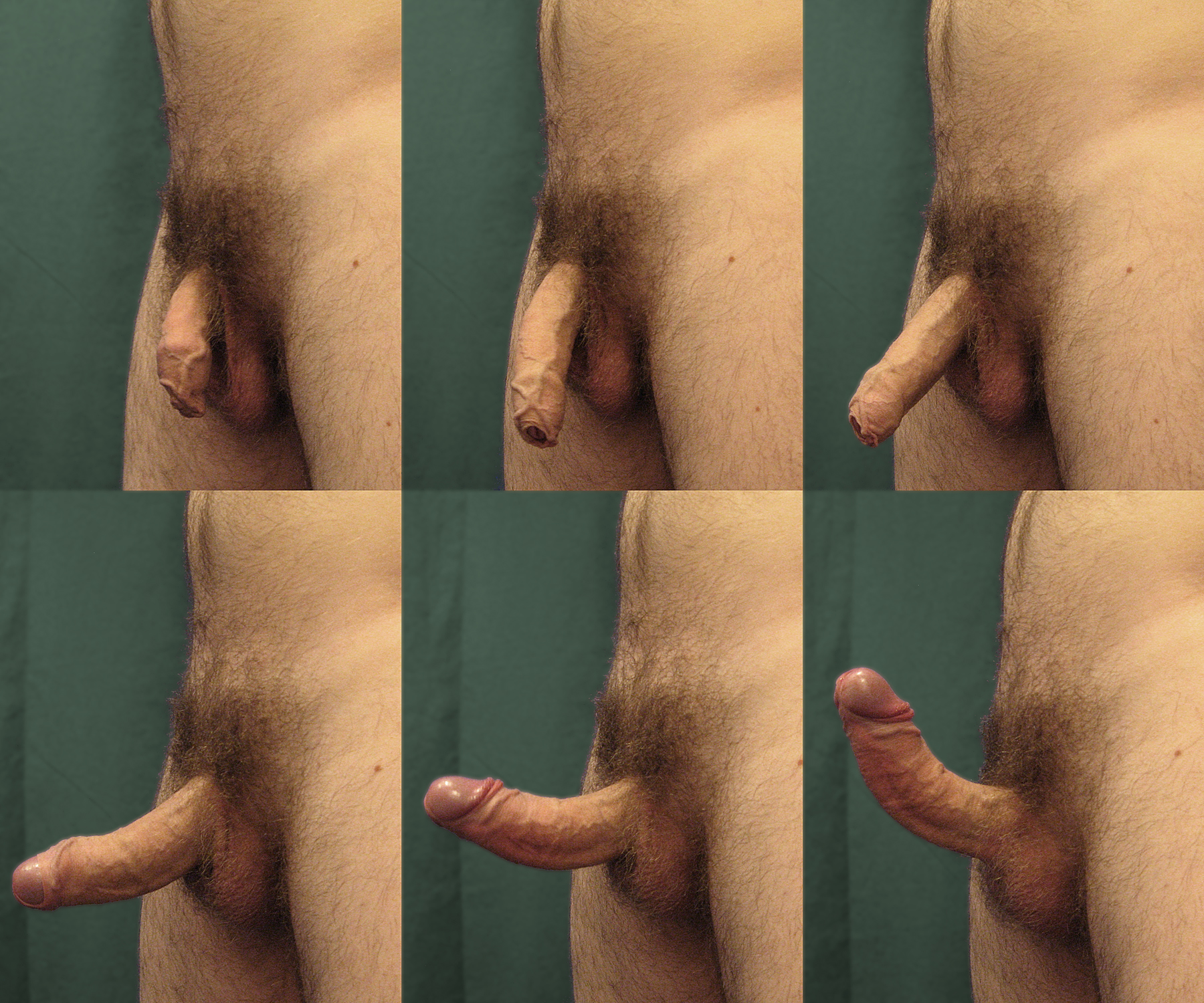
Människopenis i utveckling från slakt tillstånd till fullständig erektion med ollonet helt synligt.

Penis (latin: penis – 'svans', 'manslem') är hos mannen, och de flesta andra däggdjurshannarna och en del andra djur, ett organ för samlag och urinering. Den tillhör tillsammans med pungen de yttre delarna av det manliga könsorganet. Ollonet, penistoppen, motsvaras anatomiskt för kvinnor av klitoris.

## Struktur
Penis består av tre parallella cylinderformade svällkroppar som är uppbyggda av svampformig erektil vävnad; två stycken corpus cavernosum som är belägna på ovansidan, samt corpus spongiosum som innefattar urinröret och längst ut avslutas med ollonet.
Ollonet är en erogen zon som ofta täcks helt eller delvis av förhuden, en hudflik som kan dras bakåt och blotta ollonet, något som sker delvis automatiskt när penis erigeras och ollonet förstoras. Ibland opereras förhuden bort av medicinska, religiösa eller kulturella skäl, det kallas omskärelse. Mellan förhuden och ollonet sitter flera talgkörtlar som producerar ett sekret, smegma, som smörjer ollonet och skyddar det mot friktion. Längs ollonets nedre kant, innanför förhuden, sitter också frenulum, som är ett slemhinneveck. Inuti penis, skyddad av svällkropparna, ligger urinröret, som transporterar urin från urinblåsan och sädesvätska från testiklarna. Urinrörets mynning (meatus) är belägen på ollonet längst ut på penis. 
Från urinrörets mynning löper en upphöjd ås på undersidan av penis, ända ned till där penis fäster vid kroppen, penisroten, över pungen och genom området mellan pung och anus, mellangården. Åsen är en rest av fosterutvecklingen, när det som på ett flickfoster ska bli yttre blygdläppar istället på ett pojkfoster växer ihop och bildar pung och penis, ihop med det som hos flickfostret skulle blivit en klitoris. Hudsömmen bildas där organen växer ihop och kvarstår som en synlig hudsöm även på vuxna individer. Hos kvinnor finns den bara i mellangården, eftersom det bara är där en sammanfogning skett. Detta veck kallas för raphe.
En förutsättning för ejakulation är erektion av penis,[källa behövs] som sker genom fysisk eller psykisk stimulering. Detta leder till frisättning av kväveoxid (NO) vilket gör att svällkropparna sväller och penis styvnar.

## Jämförande anatomi
Människans penis skiljer sig från vissa däggdjurs. Den har inget penisben (baculum), som till exempel valar har, utan styvheten vid erektion beror enbart på blodtillförseln till svällkropparna. Den är även större i proportion till kroppsmassa i förhållande till genomsnittet i djurriket.

## Etymologi
Det svenska ordet penis kommer från latin och betydde ursprungligen "svans". Det latinska ordet kan, enligt vissa, härleda från det indoeuropeiska pesnis. Det grekiska ordet phallos har gett upphov till det svenska ordet "fallos", som kan ha samma betydelse.

## Sjukdomstillstånd
- Erektil dysfunktion
- Fallalgi – smärta i penis
- Parafimos
- Penisfraktur
- Peyronies sjukdom
- Penoscrotal webbing[3]
- Herpes simplex
- Hypospadi
- Sexuellt överförbar infektion
- Peniscancer
- Priapism
- Förhudsförträngning